# Paweł Wojciechowski (athlétisme)
Pour les articles homonymes, voir Paweł Wojciechowski.
Paweł Wojciechowski (né le 6 juin 1989 à Bydgoszcz) est un athlète polonais spécialiste du saut à la perche. Il est champion du monde en 2011 à Daegu et champion d'Europe en salle en 2019 à Glasgow.

## Carrière
Son club est le Zawisza Bydgoszcz, basé dans sa ville natale qui a accueilli la Coupe d'Europe des nations d'athlétisme 2004, les championnats d'Europe espoirs 2003 et surtout les championnats du monde juniors 2008 dans le stade Zdzisław-Krzyszkowiak particulièrement adapté à ce genre de compétitions.
Après avoir réalisé un saut record de 5,40 m à Toruń, il se classe chez lui deuxième des championnats du monde juniors de 2008 avec encore 5,40 m, à dix centimètres de l'Allemand Raphael Holzdeppe. 
Il est blessé en 2010 et n'effectue aucun concours.

### Champion du monde à Daegu (2011)
En février 2011, lors du meeting Flanders Indoor de Gand, en Belgique, Paweł Wojciechowski établit un nouveau record national du saut à la perche en franchissant une barre à 5,86 m à son deuxième essai, améliorant d'un centimètre la meilleure marque polonaise en salle détenue par Mirosław Chmara depuis 1988. Il termine au pied du podium des championnats d'Europe en salle de Paris-Bercy avec la marque de 5,71 m.

Le Polonaise remporte en juillet 2011 les championnats d'Europe espoirs avec une barre à 5,70 m, avant d'améliorer cette meilleure marque personnelle de onze centimètres à l'occasion des Jeux mondiaux militaires de Rio de Janeiro avec 5,81 m. 

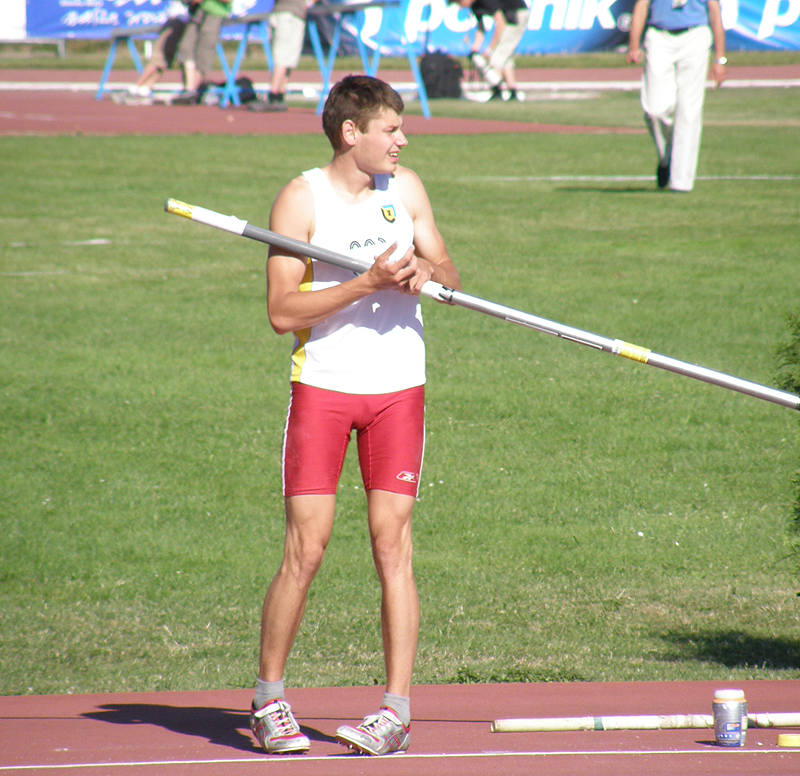
Paweł Wojciechowski lors des championnats de Pologne 2010 à Bielsko-Biała.

Le 15 août 2011, à Szczecin, il passe une barre plus haute que le record national de Pologne avec 5,91 m, mais cette performance n'est pas validée par l'IAAF car elle a été établie hors-stade, sur une place de la ville et sur une piste non homologuée,. Il confirme cette performance en devenant champion du monde à Daegu avec une barre à 5,90 m au deuxième essai dans un concours qui s'est emballé avec la révélation Lázaro Borges, les multiples bonnes performances polonaises ou le parcours contrasté du favori Renaud Lavillenie. L' Association européenne d'athlétisme (EAA) lui attribue la place de n° 2, derrière David Storl mais devant Jimmy Vicaut, au prix de l'athlète montant masculin pour 2011.

### Médaillé de bronze mondial à Pékin (2015)
Le 7 juin 2015, il franchit 5,77 m à Żary, sa meilleure marque de l'année, puis le 9 juillet, 5,84 m à Lausanne. En franchissant 5,80 m au premier essai comme son compatriote Piotr Lisek et Renaud Lavillenie, il décroche la médaille de bronze ex æquo aux championnats du monde à Pékin, la deuxième médaille planétaire de sa carrière. 
Le 21 février 2016, lors de la première édition du meeting All Star Perche organisé par le perchiste Français Renaud Lavillenie, Wojciechowski se classe cinquième avec 5,84 m, au terme d'un concours de niveau olympique remporté par Renaud Lavillenie (6,02 m), devant le Canadien Shawnacy Barber (5,91 m) et le Grec Konstadínos Filippídis (5,84 m). Le 8 juillet, il se classe 7e des Championnats d'Europe d'Amsterdam avec 5,30 m. 
Après avoir lutté pour valider les minimas des Championnats d'Europe en salle de Belgrade (5,78 m), Wojciechowski les atteint le 16 février en franchissant cette barre exacte, à Łódź. Il confirme en glanant la médaille de bronze de ces championnats avec un saut à 5,85 m, battu aux essais par Piotr Lisek et Konstadínos Filippídis.
Le 6 juillet 2017, lors de l'étape de l'Athletissima de Lausanne, le Polonais franchit à son 3e essai une barre à 5,93 m, améliorant de 2 centimètres son vieux record établi en 2011 lorsqu'il avait 22 ans. C'est également un record du meeting, partagé avec Sam Kendricks qui franchit cette hauteur lors de la même compétition. Il s'impose ensuite à Rabat le 16 juillet avec 5,85 m.
Le 6 août, il se qualifie de justesse pour la finale des championnats du monde de Londres en franchissant 5,60 et 5,70 m aux 3e essais. Il prend la 5e place avec 5,75 m. Le 24 août, il termine 2e de la finale de la Ligue de diamant lors du Weltklasse Zürich avec 5,80 m, battu par Sam Kendricks qui décroche le trophée (5,87 m).
Le 25 février 2018, lors du All Star Perche de Clermont-Ferrand, le Polonais se classe 3e du meilleur concours de l'histoire du saut à la perche. Avec 5,88 m, il améliore son record personnel en salle mais doit subir la loi de Sam Kendricks, vainqueur avec 5,93 m devant Renaud Lavillenie, 5,93 m également. Derrière, quatre autres athlètes franchissent 5,88 m, un exploit. Le 4 mars, aux Mondiaux en salle de Birmingham, il termine à une étonnante mais décevante 14e place avec 5,60 m. Le 12 août 2018, le Polonais se classe 5e avec 5,80 m de la finale des championnats d'Europe de Berlin. 

### Champion d'Europe en salle à Glasgow (2019)
8 ans après son titre de champion du monde, le Polonais décroche le 2 mars 2019 lors des championnats d'Europe en salle de Glasgow son premier titre européen à 29 ans. Avec une barre à 5,90 m, il s'adjuge l'or et réalise un doublé avec son compatriote Piotr Lisek, 2e avec 5,85 m. Le Suédois Melker Svärd Jakobsson complète le podium (5,75 m). 

## Palmarès
| Date | Compétition                        | Lieu                               | Résultat | Marque  |
| ---- | ---------------------------------- | ---------------------------------- | -------- | ------- |
| 2008 | Championnats du monde juniors      | Bydgoszcz                          | 2e       | 5,40 m  |
| 2011 | Championnats d'Europe en salle     | Paris                              | 4e       | 5,71 m  |
| 2011 | Championnats d'Europe espoirs      | Ostrava                            | 1er      | 5,70 m  |
| 2011 | Jeux mondiaux militaires           | Rio de Janeiro                     | 1er      | 5,81 m  |
| 2011 | Championnats du monde              | Daegu                              | 1er      | 5,90 m  |
| 2014 | Championnats du monde en salle     | Sopot                              | 12e      | 5,40 m  |
| 2014 | Championnats d'Europe              | Zurich                             | 2e       | 5,70 m  |
| 2014 | Coupe continentale                 | Marrakech                          | 5e       | 5,40 m  |
| 2015 | Championnats du monde              | Pékin                              | 3e       | 5,80 m  |
| 2015 | Ligue de diamant                   | Ligue de diamant                   | 3e       | détails |
| 2015 | Jeux mondiaux militaires           | Mungyeong                          | 3e       | 5,20 m  |
| 2016 | Championnats d'Europe              | Amsterdam                          | 7e       | 5,30 m  |
| 2017 | Championnats d'Europe en salle     | Belgrade                           | 3e       | 5,85 m  |
| 2017 | Championnats du monde              | Londres                            | 5e       | 5,75 m  |
| 2017 | Ligue de diamant                   | Ligue de diamant                   | 2e       | 5,80 m  |
| 2018 | Circuit mondial en salle de l'IAAF | Circuit mondial en salle de l'IAAF | 3e       | détails |
| 2018 | Championnats du monde en salle     | Birmingham                         | 13e      | 5,60 m  |
| 2018 | Championnats d'Europe              | Berlin                             | 5e       | 5,80 m  |
| 2018 | Ligue de diamant                   | Ligue de diamant                   | 6e       | 5,68 m  |
| 2019 | Championnats d'Europe en salle     | Glasgow                            | 1er      | 5,90 m  |
| 2019 | Ligue de diamant                   | Ligue de diamant                   | 5e       | 5,73 m  |
| 2019 | Jeux mondiaux militaires           | Wuhan                              | 1er      | 5,60 m  |

## Records
| Épreuve          | Épreuve   | Marque | Lieu     | Date           |
| ---------------- | --------- | ------ | -------- | -------------- |
| Saut à la perche | Plein air | 5,93 m | Lausanne | 6 juillet 2017 |
| Saut à la perche | En salle  | 5,90 m | Glasgow  | 2 mars 2019    |